# Хуго II фон Монфор-Брегенц
Хуго II фон Монфор-Брегенц (на немски: Hugo II, Graf von Montfort-Bregenz; * ок. 1195; † 11 август 1260) е граф на Монфор-Брегенц (1234 – 1260).

## Биография
Той е от влиятелния и богат швабски род Монфор/Монтфорт, странична линия на пфалцграфовете на Тюбинген. От 1207 г. наследниците се наричат на дворец Монфор във Форарлберг „граф на Монфор“.
Той е син на граф Хуго I (IV) фон Монфор-Брегенц († 1228) и втората му съпруга фон Ешенбах-Шнабелбург († 1251), дъщеря на Валтер I фон Ешенбах-Шнабелбург († сл. 1185) и Аделхайд фон Шварценберг († 1189). Внук е на пфалцграф Хуго IV фон Тюбинген († 1182) и Елизабет фон Брегенц-Пфуллендорф († 1216), дъщеря на граф Рудолф фон Брегенц, Кур и Пфулендорф († 1160) и принцеса Вулфхилд Баварска († сл. 1156), дъщеря на Хайнрих Черния († 1125), херцог на Бавария (Велфи).
Брат е на граф Рудолф I фон Монфор/Верденберг († 1244/1247) и на Вилхелм фон Монфор († 1237), катедрален провост в Кур. Първата съпруга на баща му Хуго I е Матилда фон Ванген († сл. 1218) и той е полубрат на Хайнрих I († 1272), епископ на Кур (1268 – 1272).
Хуго II и брат му Рудолф I, родител на графовете фон Верденберг, поемат през 1228 г. наследството на баща им. Родът изчезва през 1787 г.

## Фамилия
Хуго II фон Монфор-Брегенц се жени за Елизабет фон Бургау, дъщеря на Хайнрих III фон Берг-Шелклинген († ок. 1241), маркграф на Бургау, и Аделхайд фон Шелклинген. Те имат децата:
- Хуго III фон Тетнанг-Монфор-Шеер († между 21 май 1309 и 5 декември 1309), женен пр. 29 май 1268 г. за Маргарета фон Гунделфинген († сл. 1269)
- Улрих I фон Монфор-Брегенц († април 1287), женен за Агнес фон Хелфенщайн
- Фридрих III фон Монфор († 3 юни 1290), епископ на Кур (1282 – 1290)
- Вилхелм I фон Монфор († 11 октомври 1301), княжески абат на Санкт Гален (1281 – 1301)
- Хайнрих III фон Монфор († 17 януари 1307), провост в Цурцах
- Аделхайд фон Монфор († сл. 1302), омъжена за фогт Егино III фон Мач († 18 април 1277)
- Рудолф II фон Монфор-Фелдкирх († 19 октомври 1302), женен пр. 18 септември 1265 г. за графиня Агнес фон Грюнинген († 27 май 1328), баща на:
  - Рудолф III фон Монфор († 1334), епископ на Констанц (1322 – 1334), викар-генерал на Кур
- Хартман фон Монфор